# アンソニー・レッカー
アンソニー・ビト・レッカー（Anthony Vito Recker, 1983年8月29日 - ）は、アメリカ合衆国・ペンシルベニア州リーハイ郡アレンタウン出身の元プロ野球選手（捕手）。右投右打。

## 経歴

### プロ入りとアスレチックス時代

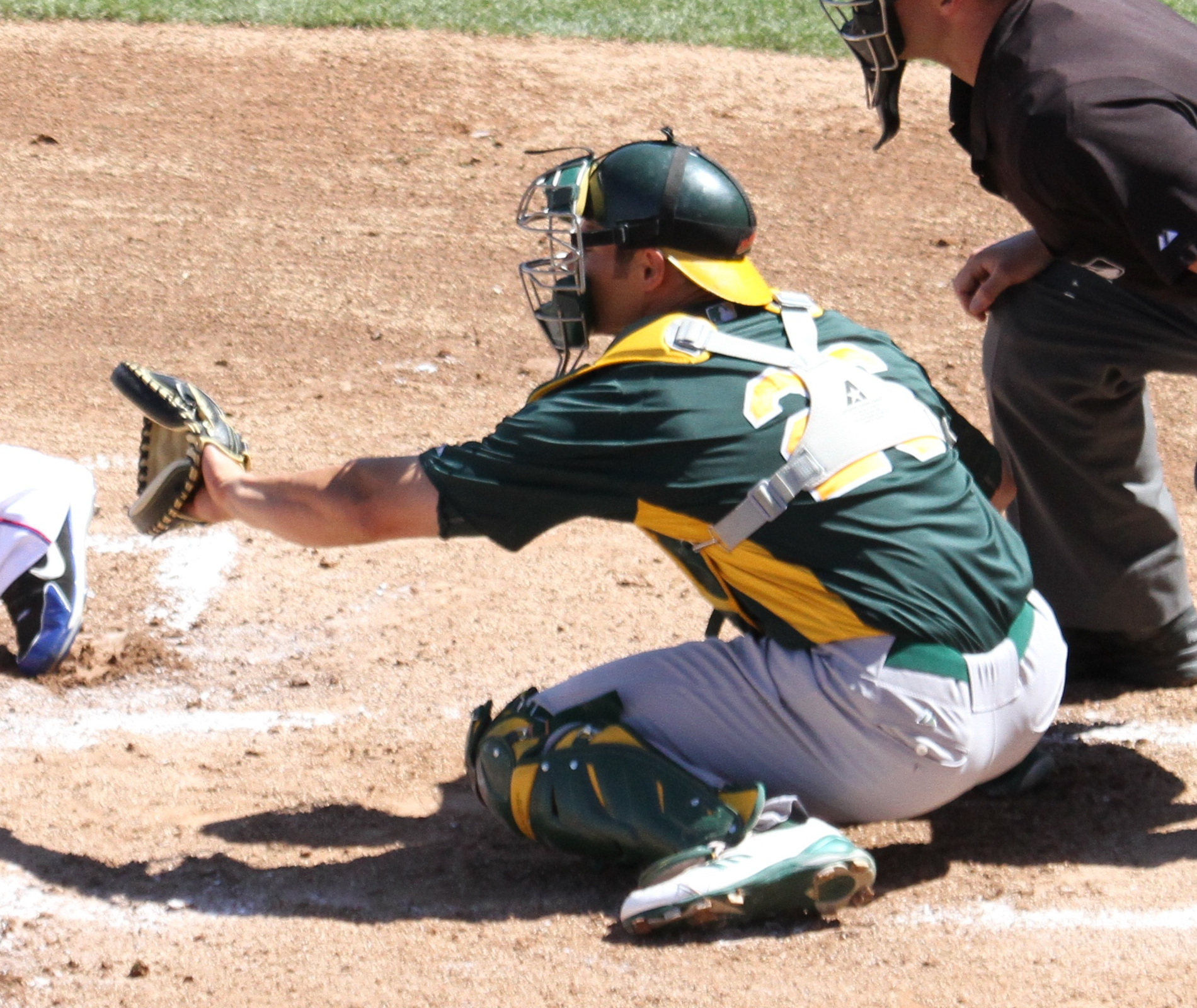
オークランド・アスレチックス時代
(2012年3月15日)

2005年のMLBドラフト18巡目（全体551位）でオークランド・アスレチックスから指名され、プロ入り。この当時は、一塁手だった。
2011年8月25日のニューヨーク・ヤンキース戦で7番・捕手で先発出場してメジャーデビューを果たす。この試合は、ヤンキースが1試合3本の満塁本塁打のメジャー記録を作った試合だった。

### カブス時代
2012年8月27日にブレイク・ラリとのトレードで、シカゴ・カブスへ移籍した。10月24日にDFAとなった。

### メッツ時代
2012年10月25日にウェイバー公示を経てニューヨーク・メッツへ移籍した。
2015年11月5日に40人枠から外れ、AAA級ラスベガスに降格した。翌6日にFAとなった。なお、この年は32試合でプレーしたが、打率.125・2本塁打・5打点という成績に終わり、打撃不振だった。守備も不振で、DRS - 6・盗塁阻止率9％だった。

### インディアンス傘下時代
2015年1月27日にクリーブランド・インディアンスとマイナー契約を結び、2016年のスプリングトレーニングに招待選手として参加することになった。
2016年の開幕は傘下のAAA級コロンバス・クリッパーズで迎えた。

### ブレーブス時代
2016年5月9日に金銭トレードで、アトランタ・ブレーブスへ移籍し、傘下のAAA級グウィネット・ブレーブスへ配属された。7月15日にメジャー契約を結んでアクティブ・ロースター入りした。ブレーブス合流後は控え捕手として33試合に出場し、キャリアハイの打率.278・2本塁打・15打点・こちらもキャリアハイのOPS0.828と打撃好調を維持した。守備面では、28試合で守りに就いて1失策・守備率.995と堅実ながら、DRSは - 7と平均を大きく下回った。なお、マイナーではインディアンズ傘下とブレーブス傘下で計59試合に出場し、打率.244・8本塁打・28打点・1盗塁を記録。マイナーのディフェンス面では、46試合のキャッチャー守備で4失策・守備率.989・盗塁阻止率17%と、イマイチだった。また、2試合で一塁手も守った。
2017年5月20日にDFA、23日にAAA級グウィネットへ配属された。7月21日にメジャー契約を結んでアクティブ・ロースター入りした。

### ツインズ時代
2017年7月24日にワスカー・イノアとのトレードで、ハイメ・ガルシア、金銭10万ドルと共にミネソタ・ツインズに移籍した。7月27日に傘下のAAA級ロチェスター・レッドウイングスへ配属され、翌28日に。10月10日にFAとなった。

### ダイヤモンドバックス傘下時代
2018年3月5日に、アリゾナ・ダイヤモンドバックスとマイナー契約を結び、同年のスプリングトレーニングに招待選手として参加することになった。

## 詳細情報
| 年 度    | 球 団    | 試 合 | 打 席 | 打 数 | 得 点 | 安 打 | 二 塁 打 | 三 塁 打 | 本 塁 打 | 塁 打 | 打 点 | 盗 塁 | 盗 塁 死 | 犠 打 | 犠 飛 | 四 球 | 敬 遠 | 死 球 | 三 振 | 併 殺 打 | 打 率 | 出 塁 率 | 長 打 率 | O P S |
| -------- | -------- | ----- | ----- | ----- | ----- | ----- | -------- | -------- | -------- | ----- | ----- | ----- | -------- | ----- | ----- | ----- | ----- | ----- | ----- | -------- | ----- | -------- | -------- | ----- |
| 2011     | OAK      | 5     | 21    | 17    | 3     | 3     | 1        | 0        | 0        | 4     | 0     | 0     | 0        | 0     | 0     | 4     | 0     | 0     | 7     | 0        | .176  | .333     | .235     | .568  |
| 2012     | OAK      | 13    | 37    | 31    | 3     | 4     | 1        | 0        | 0        | 5     | 0     | 0     | 0        | 1     | 0     | 4     | 0     | 1     | 1     | 0        | .129  | .250     | .161     | .411  |
| 2012     | CHC      | 9     | 21    | 18    | 1     | 3     | 1        | 0        | 1        | 7     | 4     | 0     | 0        | 0     | 0     | 2     | 0     | 1     | 2     | 1        | .167  | .286     | .389     | .675  |
| '12計    | CHC      | 22    | 58    | 49    | 4     | 7     | 2        | 0        | 1        | 12    | 4     | 0     | 0        | 1     | 0     | 6     | 0     | 2     | 15    | 1        | .143  | .263     | .245     | .508  |
| 2013     | NYM      | 50    | 151   | 135   | 17    | 29    | 7        | 0        | 6        | 54    | 19    | 0     | 1        | 1     | 2     | 13    | 1     | 0     | 49    | 1        | .215  | .280     | .400     | .680  |
| 2014     | NYM      | 58    | 189   | 174   | 18    | 35    | 9        | 0        | 7        | 65    | 27    | 1     | 1        | 2     | 2     | 10    | 0     | 1     | 64    | 2        | .201  | .246     | .374     | .620  |
| 2015     | NYM      | 32    | 92    | 80    | 6     | 10    | 1        | 0        | 2        | 17    | 5     | 1     | 0        | 0     | 0     | 11    | 2     | 1     | 35    | 1        | .125  | .239     | .213     | .452  |
| 2016     | ATL      | 33    | 112   | 90    | 6     | 25    | 8        | 0        | 2        | 39    | 15    | 1     | 0        | 3     | 1     | 16    | 1     | 2     | 22    | 0        | .278  | .394     | .433     | .827  |
| 2017     | ATL      | 6     | 7     | 7     | 1     | 1     | 0        | 0        | 0        | 1     | 1     | 0     | 0        | 0     | 0     | 0     | 0     | 0     | 0     | 1        | .143  | .143     | .143     | .286  |
| MLB：7年 | MLB：7年 | 206   | 630   | 552   | 55    | 110   | 28       | 0        | 18       | 192   | 70    | 3     | 2        | 7     | 5     | 60    | 4     | 6     | 193   | 6        | .199  | .283     | .348     | .631  |

### 背番号
- 26（2011年 - 2012年途中）
- 20（2012年途中 - 2017年）